# ادوارد دیفرینت
ادوارد دیفرینت (آلمانی: Eduard Devrient؛ ‏ ۱۱ اوت ۱۸۰۱ – ۴ اکتبر ۱۸۷۷) نمایشنامه‌نویس، نویسنده لیبرتو، بازیگر، خواننده باریتون اپرا، مدیر سالن و مورخ اهل آلمان بود.
وی از سال ۱۸۴۴ تا ۱۸۴۶ به‌عنوان بازیگر و مدیر سالن نمایش در درسدن و از سال ۱۸۵۲ تا ۱۸۷۰ مدیر یک سالن نمایش و موسیقی در کارلسروهه بود.
در مقام خواننده، او آثاری از کریستف ویلیبالد گلوک، ولفگانگ آمادئوس موتسارت، لودویگ فان بتهوون، کارل ماریا فون وبر، هاینریش مارشنر و فلیکس مندلسون را اجرا نمود.